# С-8 (подводная лодка)
С-8 — советская дизель-электрическая торпедная подводная лодка серии IX времён Второй мировой войны. Заложена 14 декабря 1936 года в городе Горький на заводе «Красное Сормово» под стапельным номером 237 и литерным обозначением Н-8. Спущена на воду 5 апреля 1937 года. 20 октября того же года переименована в С-8. В 1940 году совершила переход в Ленинград и 30 июня вступила в строй.

## История службы
23 июля 1940 года была зачислена в состав 1-й бригады подводных лодок КБФ. 11 февраля 1941 года переведена в 1-й дивизион 1-й бригады подводных лодок КБФ. К началу Великой Отечественной войны дислоцировалась в Усть-Двинске, была приписана ко 2-й линии.
Во время Великой Отечественной войны в 1941 году совершила 2 боевых похода. Третий оказался для неё последним.
11 октября 1941 года вместе с тремя ПЛ типа «Щ» (Щ-320, Щ-322, Щ-323) была отправлена в боевой поход в Балтийское море, имея задачей действовать на позиции в районе острова Борнхольм. После перехода к самостоятельным действиям на связь не выходила, из похода не вернулась, длительное время считалась пропавшей без вести. На корабле погибло 49 человек.
Предположительно погибла на минном заграждении «Вартбург» в 10 милях юго-восточнее маяка Несбю (южная оконечность острова Эланд).
Найдена в июле 1999 года шведскими энтузиастами-аквалангистами в точке с координатами: 56°10′07″ с. ш. 16°39′08″ в. д.. Характер повреждений обследованного корпуса корабля свидетельствует об его гибели в результате наружного взрыва под кораблём (наиболее вероятно, такое повреждение могло быть причинено взрывом морской мины). Одна из торпед выброшена из торпедного аппарата и лежит на грунте рядом с лодкой, что позволяет предположить попытки экипажа покинуть затонувший корабль. По данным шведской прессы, в ноябре 1941 года были обнаружены выброшенные морем тела двух моряков, опознать которых не удалось.

## Командиры
- 10 февраля 1939 — 17 декабря 1939 — Соколов, Иван Александрович
- 17 декабря 1939 — 29 июня 1941 — капитан-лейтенант (с 10 марта 1941 года капитан 3-го ранга) Бойко, Михаил Семёнович (расстрелян за отказ выполнить боевое задание)
- 29 июня 1941 — 15 июля 1941 — капитан 3-го ранга А. В. Трипольский (командир 1-го дивизиона 1-й бригады ПЛ КБФ)
- 23 июля 1941 — октябрь 1941 — капитан-лейтенант Браун, Илья Яковлевич